# Myriam Fuks
Myriam Fuks  (hebräisch מרים פוקס; geb. 1949 in Tel Aviv) ist eine israelische Sängerin und Schauspielerin, die mit jiddischen Liedern international bekannt wurde.

## Leben
Myriam Fuks wurde 1949 in Tel Aviv geboren. Ihre Mutter war Franja Glasman, sie war Schauspielerin am polnisch-jiddischen Kamiński-Theater in Warschau, eines der führenden jiddischen Theater Europas. Ihren biographischen Angaben zufolge war ihr Onkel ein jiddischer Dichter und Journalist. Im Alter von 12 Jahren trat sie dem jiddischen Ykult-Theater in Brüssel (einem Ort, wo sie auch später wirkte) bei, 1974 kehrte sie nach Israel zurück und wurde durch einen im nationalen Fernsehen übertragenen Gesangswettbewerb bekannt.
In dem Film Ein Geheimnis (Un secret) mit Cécile de Franc, Patrick Bruelm, Ludivine Sagnier und Julie Depardieu unter der Regie von Claude Miller spielte sie die Mutter von Hannah. In ihrem neuen Album Ver Bin Ikh! traten viele namhafte Gäste auf.
Zu bekannten von ihr vorgetragenenen Liedern zählen Ich bin a fartiker (Ich bin ein Versager) oder Yidish redt zikh azoy sheyn.

## Diskografie
- 1986: Yddish
- 1993: Myriam Fuks
- 2007: Anthology of a Yiddishe Mama – What Can You Machen? Sis Amerika![4]
- 2014: Ver Bin Ikh!